# Thijs van Domburg
Thijs van Domburg (Utrecht, 7 oktober 1981) is een Nederlandse tekstschrijver en voormalig cabaretier en stand-upcomedian.
Van Domburg won in 2002 jury- en publieksprijs van het Groninger Studenten Cabaretfestival. Sinds december 2004 is hij lid van Comedytrain. 
Eind 2009 behaalde hij de finale van het Camerettenfestival. In april 2010 werd vervolgens zijn tv-special uitgezonden door de VARA. In seizoen 2011-2012 was Van Domburg in de theaters te zien met zijn eerste avondvullende programma 'Van Nare Mensen en de Dingen Die Kapot Gaan'. Dit programma werd genomineerd voor de Neerlands Hoop (cabaretprijs). In seizoen 2013-2014 ging zijn nieuwe programma "De Wraak van de Koolmees" in premiere.
Van Domburg is verder actief als schrijver. Hij schrijft meerdere malen per week op zijn blog Laserpunch.nl over games, comics en films. Tot 2012 was hij een van de schrijvers van Dit was het nieuws. Tussen 2007 en 2013 was hij onderdeel van het cabaretteam bij het radioprogramma Spijkers met koppen. Tevens was hij columnist en recensent bij het blad Officieel PlayStation Magazine en schreef hij voor IGN Benelux over comics. Samen met Emilio Guzman schreef hij de fantasy-comedyserie In Den Gulden Draeck, die twee seizoenen te zien was op HumorTV. In 2016 keerde hij terug bij Spijkers met Koppen, dit keer als columnist.
Sinds 2017 is hij gestopt met optreden en richt hij zich volledig op het schrijven, onder andere voor Zondag met Lubach, Klikbeet en Makkelijk scoren.

## NERDS!
Samen met zijn collega en goede vriend Emilio Guzman brengt hij in 2019 het boek 'NERDS!' uit. Hierin proberen ze de nerd in het algemeen te definiëren en maken ze de lezer bekend met de belevingswereld van nerds, door middel van verschillende voorbeelden. Het boek wordt uitgegeven door uitgeverij Nijgh & Van Ditmar